# Marauders
Pour plus de détails, voir Fiche technique et Distribution.
Marauders (Maraudeurs au Québec) est un thriller américain réalisé par Steven C. Miller, sorti en 2016 aux États-Unis.
Le fil se déroule à Cincinnati, où des bandits impitoyables et violents attaquent la succursale d'une banque, usant de moyens ultra-sophistiqués. Jonathan Montgomery (Christopher Meloni), agent spécial du FBI, arrive sur les lieux et inspecte l'établissement, qui appartient à Jeffrey Hubert (Bruce Willis), un homme d'affaires sans scrupules. Montgomery constate aussitôt qu'il s'est fait doubler par Mims (Johnathon Schaech), un détective de la brigade criminelle qui n'a pas hésité à lui subtiliser une pièce à conviction. L'équipe de Montgomery, rejointe par l'agent spécial Wells (Adrian Grenier), une nouvelle recrue, découvre bientôt que le principal suspect du gang de braqueurs a assassiné le frère de Jeffrey Hubert, quelques années plus tôt.

## Synopsis
À Cincinnati, quatre voleurs masqués volent 3 millions de dollars en espèces à la Hubert National Bank. Le chef d'équipe exécute le manager Steven Hutchinson à bout portant. L'agent spécial du FBI Jonathan Montgomery dirige l'enquête conjointe sur le vol et l'homicide avec le Police Department de Cincinnati. Les techniciens médico-légaux trouvent une empreinte appartenant à un Ranger de l'armée mort nommé TJ Jackson. Selon le rapport officiel, en 2011, l'unité de TJ est devenue voyou, capturant le civil Alexander Hubert pour collecter une rançon. L'échange a mal tourné et Alexander et les Rangers ont été tués par une équipe des forces spéciales. Le corps de TJ n'a jamais été retrouvé. En tant qu'unique héritier, Jeffrey Hubert, le frère d'Alexandre, est devenu président de la Hubert International. En suivant les numéros de série, le FBI découvre que les voleurs ont fait don de l'argent à un fonds caritatif de City Mission.
Lors d'un deuxième braquage à une autre succursale de la banque Hubert, les voleurs volent de l'argent et le contenu de coffres-forts personnels appartenant à Hubert et au sénateur Cook de l'Ohio. David Dagley, membre du service de sécurité de cette banque, est attiré là-bas puis poignardé à mort dans une embuscade. Le tueur laisse une balle avec l'empreinte digitale de TJ dessus. Dagley était le commandant des Rangers qui a arraché Alexander Hubert mais n'a pas pris part au programme de rançon. Le véhicule de fuite est découvert enregistré chez le frère de TJ, James. Montgomery reçoit des preuves photographiques d'une apparente liaison homosexuelle entre Hubert et Cook, et les voleurs tentent de persuader Montgomery d'enquêter sur la corruption d'Hubert. Convergence sur la branche principale pour le troisième vol, les voleurs surprennent le FBI lors d'un entretien avec Hubert. Des fusillades de grande puissance éclatent dans le hall alors que les hommes se livrent à des combats rapprochés. Un voleur est tué et les trois autres se replient dans la circulation du centre-ville. Les victimes Hutchinson et Dagley sont d'anciens membres d'un peloton d'élite avec Cook.
Montgomery reçoit un dossier volé à Hubert détaillant le complot en vue de commettre un meurtre et une dissimulation militaire. Il fuit dans les médias, et la vérité finit par éclater: Hubert a conspiré avec Cook pour empêcher Alexander de reprendre l'entreprise. Ils ont informé l'unité des Rangers de fausses informations de mission sur une menace terroriste au Costa Rica. Les Rangers envoyés ont ensuite été évalués comme des agents voyous et pris en embuscade par une équipe des forces spéciales sans connaissance de l'innocence des Rangers. TJ était le seul survivant, sauvé par le tireur d'élite des forces spéciales de l'époque, Wells.
Avec ses avoirs gelés, Hubert effectue à la hâte de gros retraits d'espèces non autorisés pour fuir le pays. TJ est suivi par le FBI dans une salle de concert et placé en garde à vue. L'agent spécial du FBI Wells se révèle être le chef d'équipage des voleurs, et trois membres des forces spéciales qui ont attaqué l'équipe de TJ sont des complices. Il a planifié les braquages comme vengeance pour le massacre des Rangers auquel il a participé. Rappelant un détail clé dans un emplacement de la carte, le détective Mims perçoit Wells comme le voleur et arrive alors que ce dernier se prépare à quitter la cachette avec l'argent. Tourmenté par une conscience coupable et le pronostic terminal de cancer de sa femme, Mims plaide auprès de Wells pour lui permettre de rendre l'argent volé et d'expier. Wells essaie de raisonner Mims mais le tue alors que celui-ci lève son arme.
Quelque temps plus tard, Montgomery suit Hubert à Tijuana, au Mexique. Il trouve Wells se préparant à tuer Hubert dans un restaurant et lui suggère d'absoudre ses transgressions en utilisant l'argent volé pour aider les autres. Montgomery prend place à la table d'Hubert, sirote du vin en souvenir de sa femme, puis poignarde Hubert avec une lame dissimulée. Wells tire sur le garde du corps d'Hubert, partage un regard avec Montgomery et s'en va.

## Fiche technique
- Titre original et français : Marauders
- Titre québécois : Maraudeurs
- Réalisation : Steven C. Miller
- Scénario : Michael Cody et Chris Sivertson
- Photographie : Brandon Cox
- Montage : Vincent Tabaillon
- Musique : Ryan Dodson
- Production : Randall Emmett, George Furla, Joshua Harris, Rosie Charbonneau et Mark Stewart
- Sociétés de production :  Grindstone Entertainment Group et Emmett/Furla Oasis Films
- Sociétés de distribution : Lionsgate Premiere
- Pays d'origine :  États-Unis
- Langue originale : anglais
- Genre : thriller
- Durée : 107 minutes
- Dates de sortie
  -  États-Unis : 1er juillet 2016
  -  France : 
    - 8 juillet 2017 (Diffusion à la télévision)
    - 31 mars 2020 (sur Amazon Prime Vidéo)
- Adaptation française (France) : Olivier Jankovic

## Distribution
- Christopher Meloni (VF : Jérôme Rebbot ; VQ : Benoît Rousseau) : Agent spécial Jonathan Montgomery
- Bruce Willis (VF : Patrick Poivey ; VQ : Jean-Luc Montminy) : Jeffrey Hubert
- David Bautista (VF : Michel Vigné ; VQ : Frédéric Paquet) : Agent Stockwell
- Adrian Grenier (VF : Damien Ferrette ; VQ : Martin Watier) : Agent spécial Wells
- Texas Battle : Ranger TJ Jackson
- Johnathon Schaech (VF : Damien Boisseau ; VQ : Louis-Philippe Dandenault) : Détective Mims
- Lydia Hull (VF : Olivia Luccioni ; VQ : Viviane Pacal) : Agent spécial Lydia Chase
- Tyler Jon Olson : Détective Zach Derohan
- Christopher Rob Bowen : Bradley Teegan
- Danny A. Abeckaser : Détective Antonio Leon
- Richie Chance : David Dagley
- Tara Holt (VQ : Geneviève Désilets) : Reporter Vanessa Adler
- Carolyn Alise (VF : Fily Keita) : Martha
- Chris Hill : James Jackson

 Source et légende : version française (VF) sur RS Doublage ; version québécoise (VQ) sur Doublage.qc.ca